# Governo Popular do Azerbaijão
```
   [[Categoria:Estados extintos da Ásia|Governo Popular do Azerbaijão, 
1945
]]
```

O Governo Popular do Azerbaijão (em azeri: آذربایجان میلّی حکومتی; romaniz.: Azərbaycan Demokratik Hökuməti; em russo: Азербайджанское народное правительство; Azerbajdzhanskoe narodnoe pravitel'stvo)  foi um Estado de curta duração  no norte do Irã entre novembro de 1945 e novembro de 1946. Foi estabelecido no Azerbaijão iraniano e sua capital foi a cidade de Tabriz. Sua criação e extinção constituíram uma parte da crise do Irã, que foi precursora para a Guerra Fria.